# Pierre Leprince-Ringuet
Pour les articles homonymes, voir Leprince-Ringuet.
Pierre Émile Leprince-Ringuet (né à Paris 10e, le 27 décembre 1874 et mort à Paris 7e, le 4 avril 1954) est un architecte français très prolifique du début du XXe siècle. On lui doit entre autres la reconstruction du centre-ville de Cambrai (1919), la construction de la Fondation des États-Unis (1929) et la conception du Musée national de Beyrouth (1930).

## Réalisations

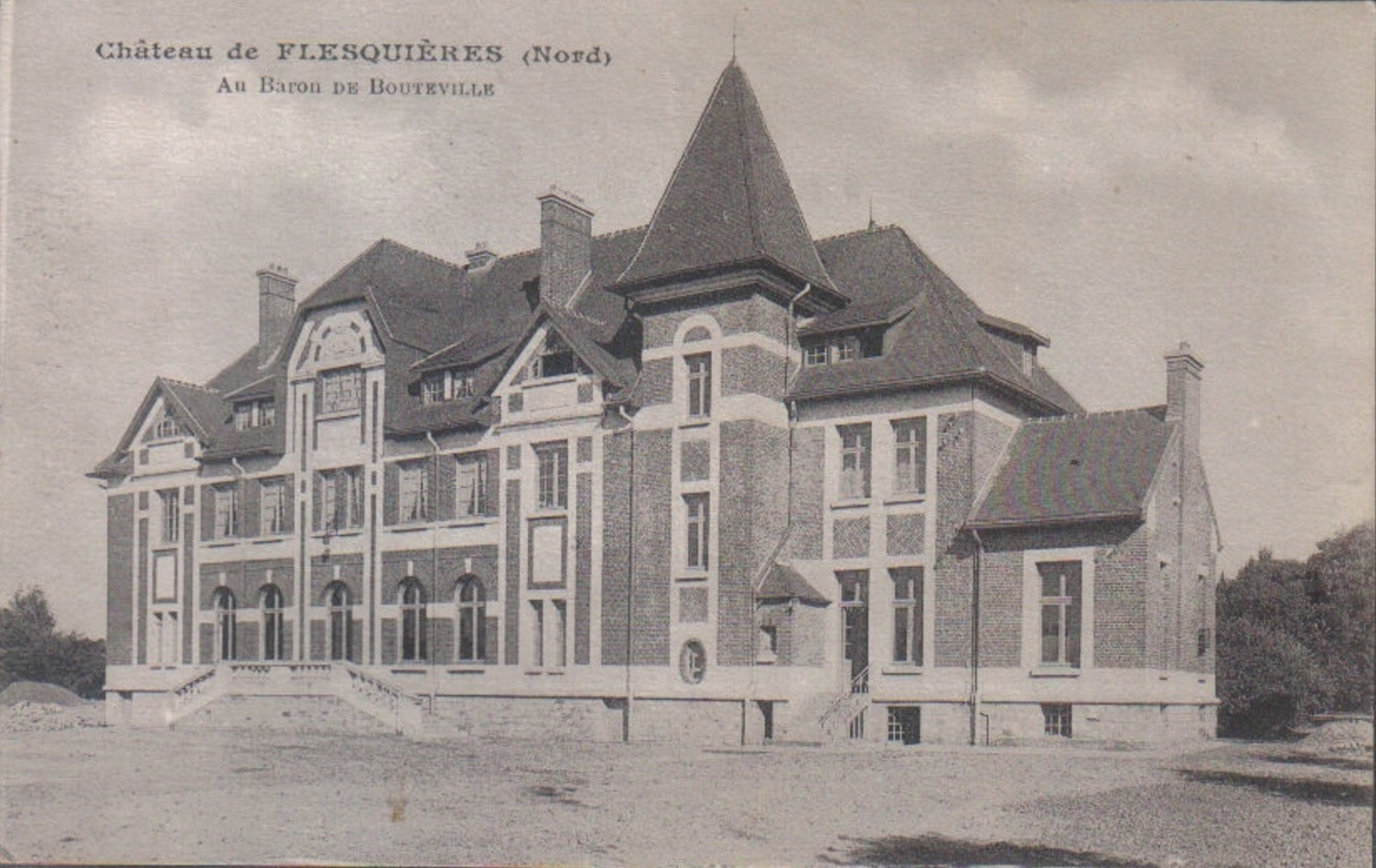
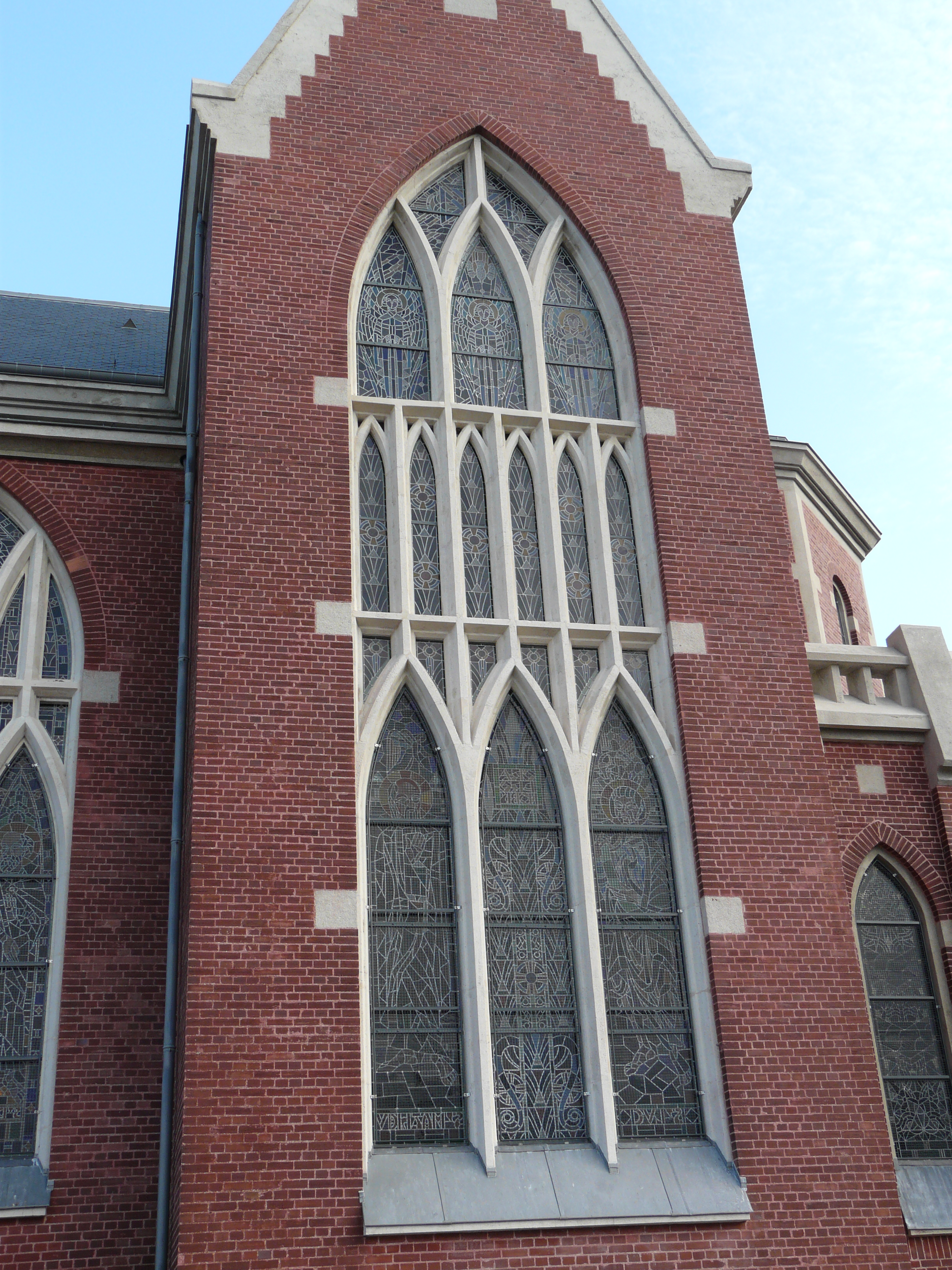
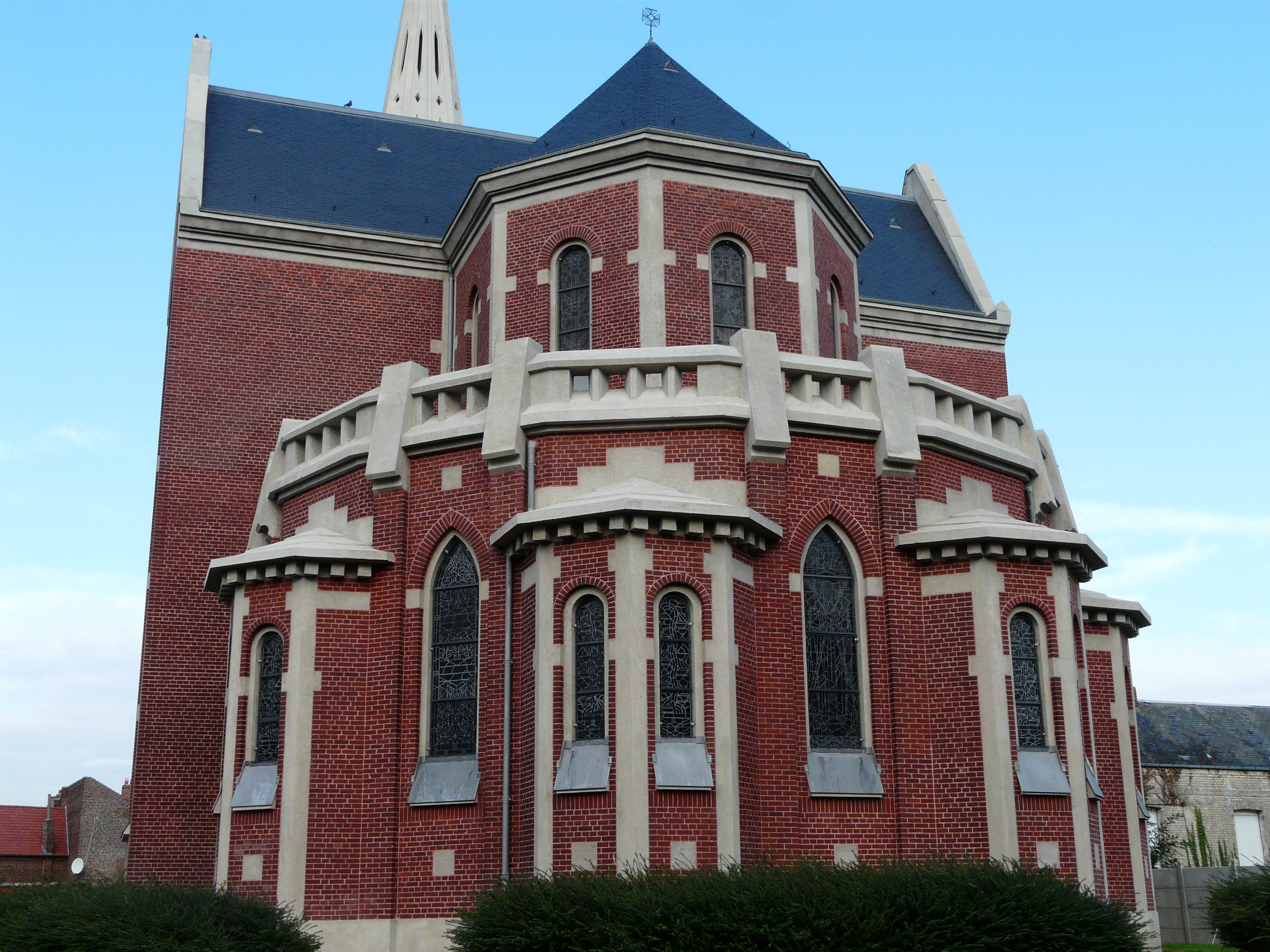
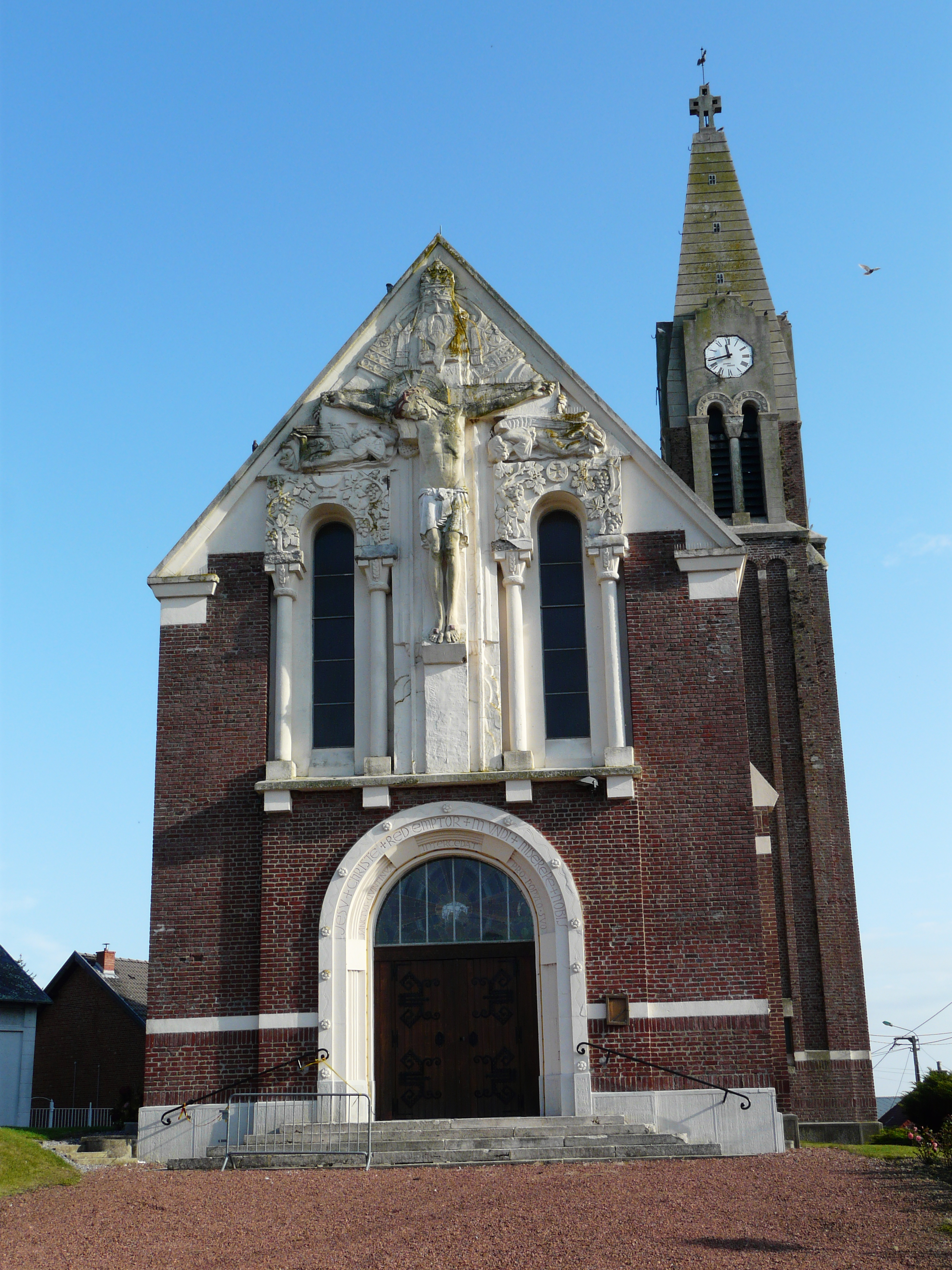
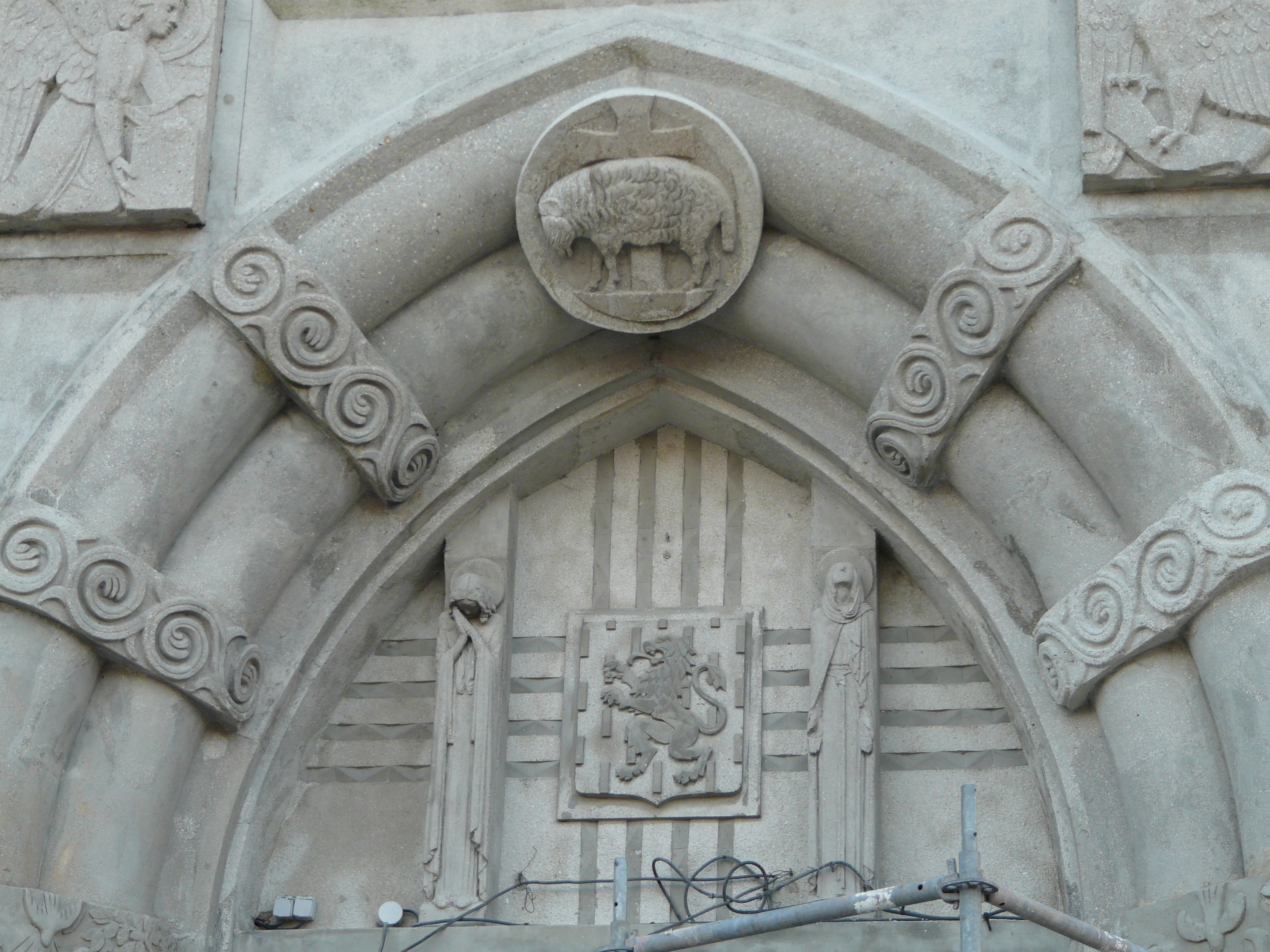
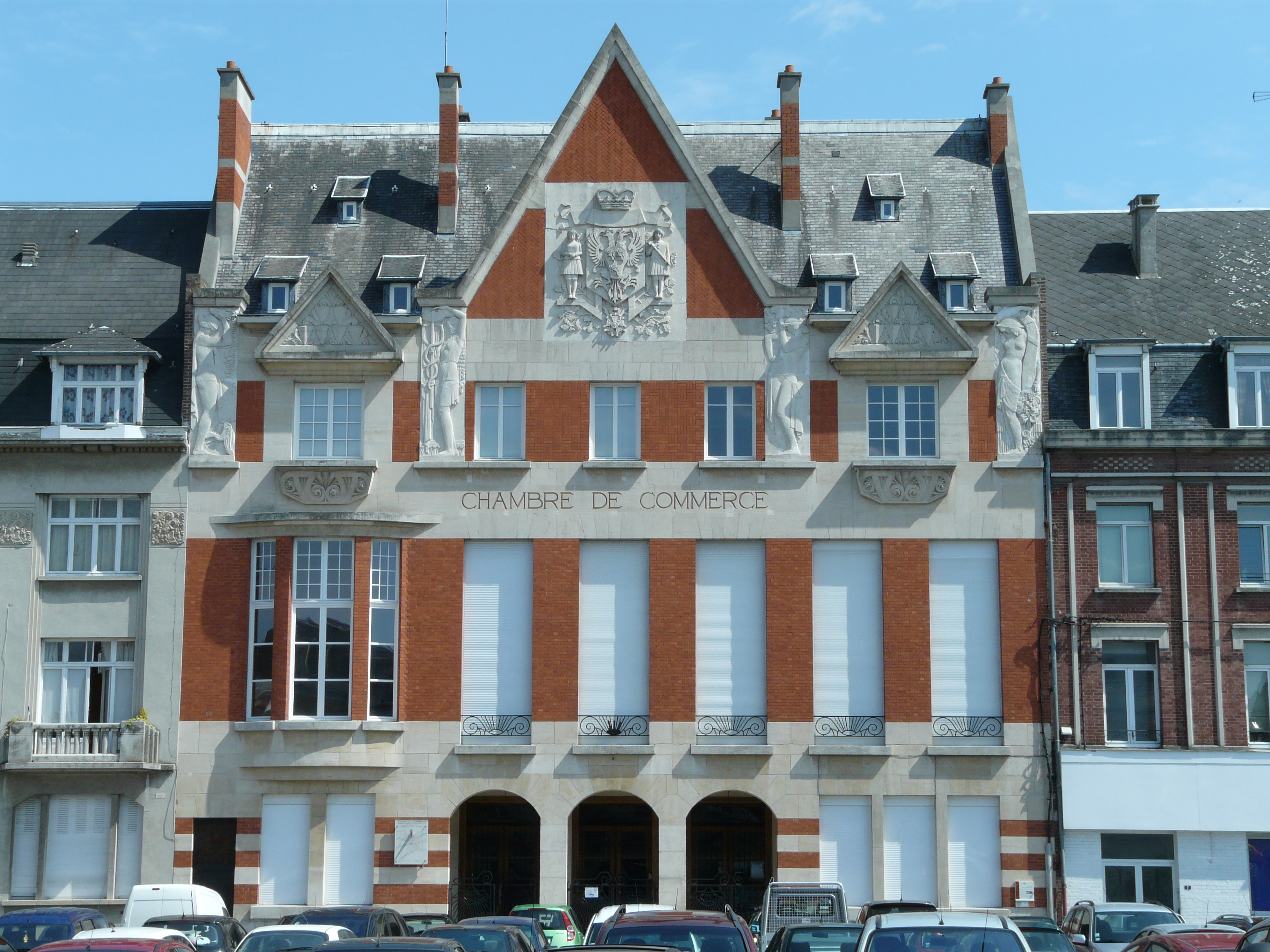
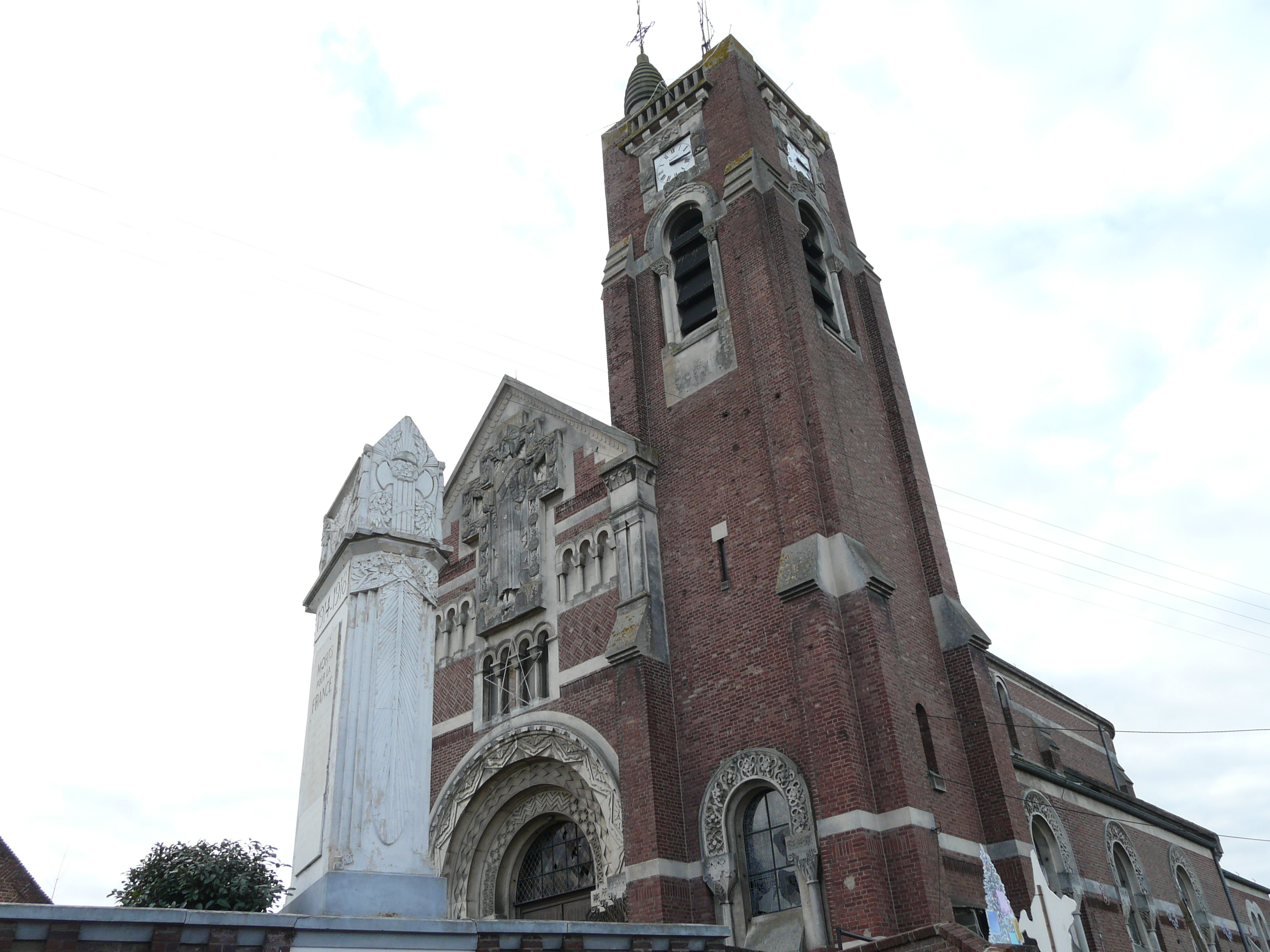
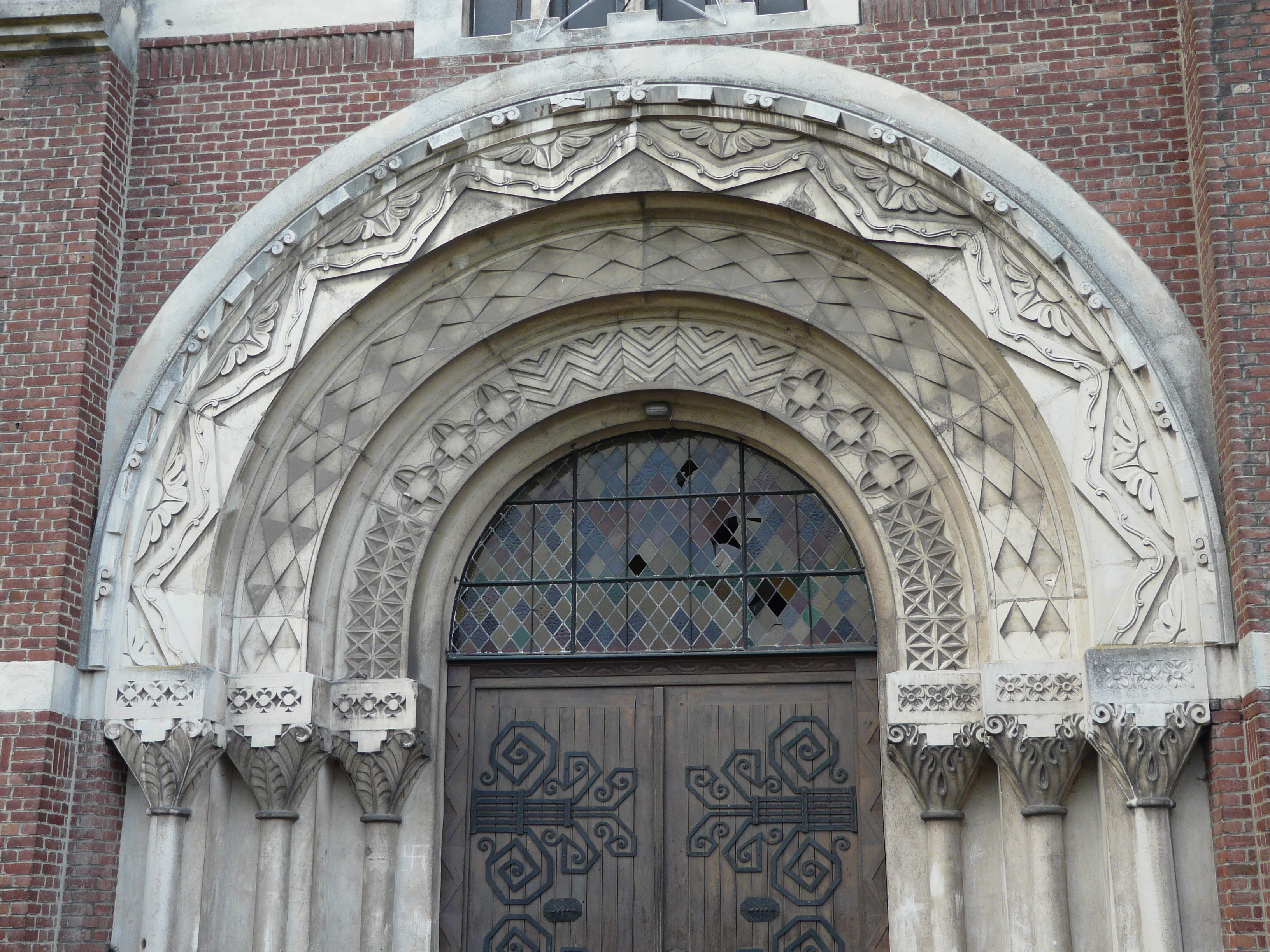
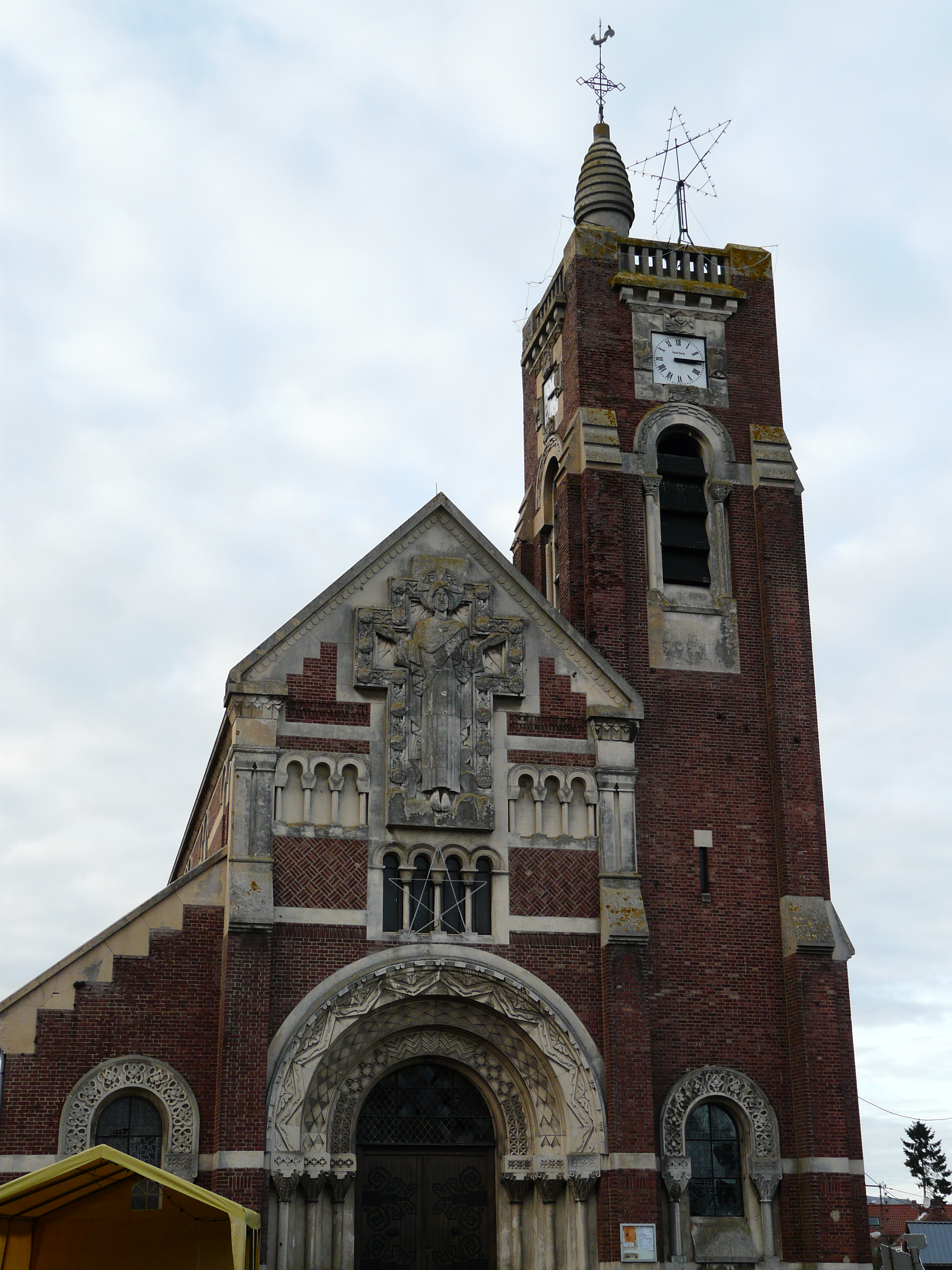
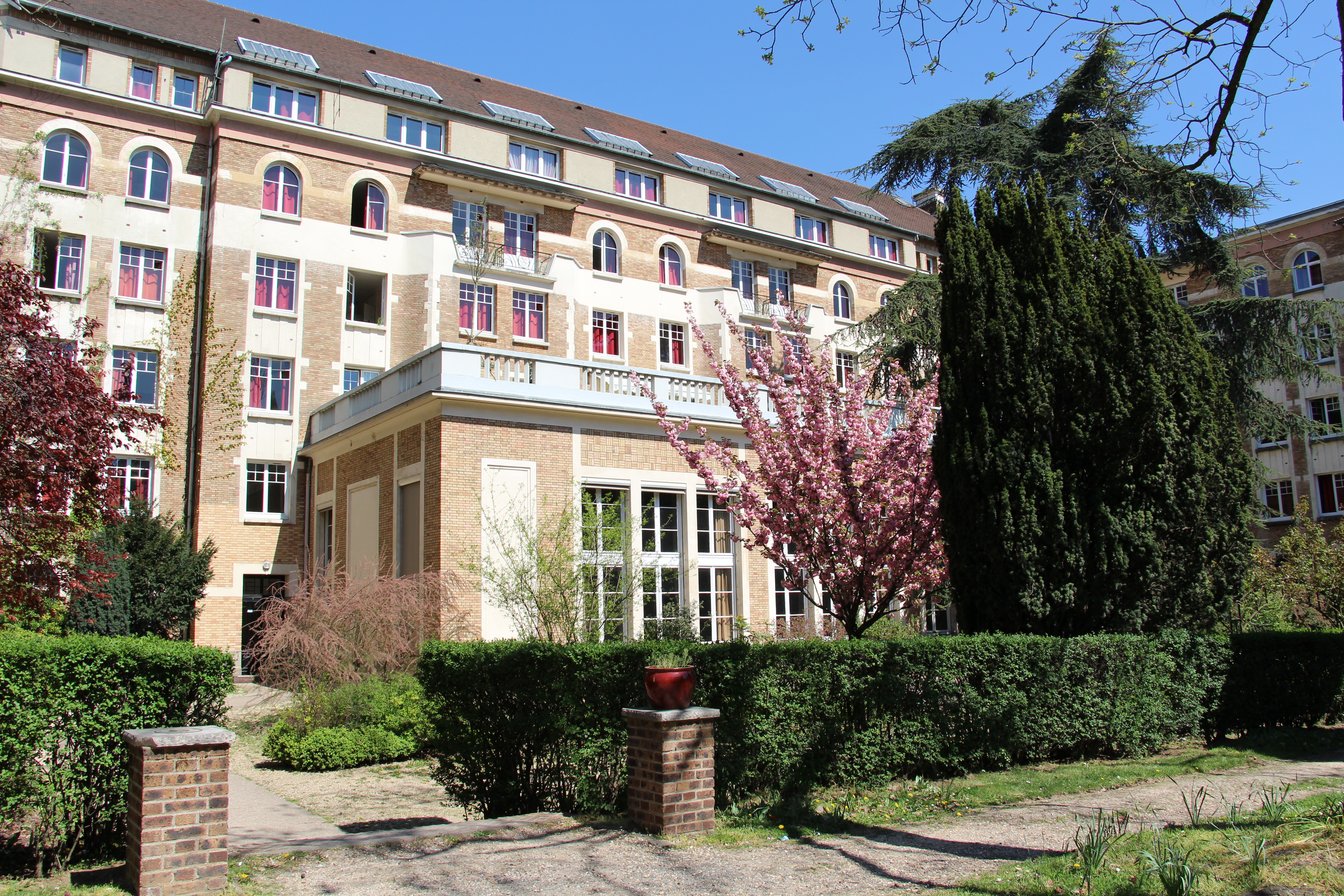
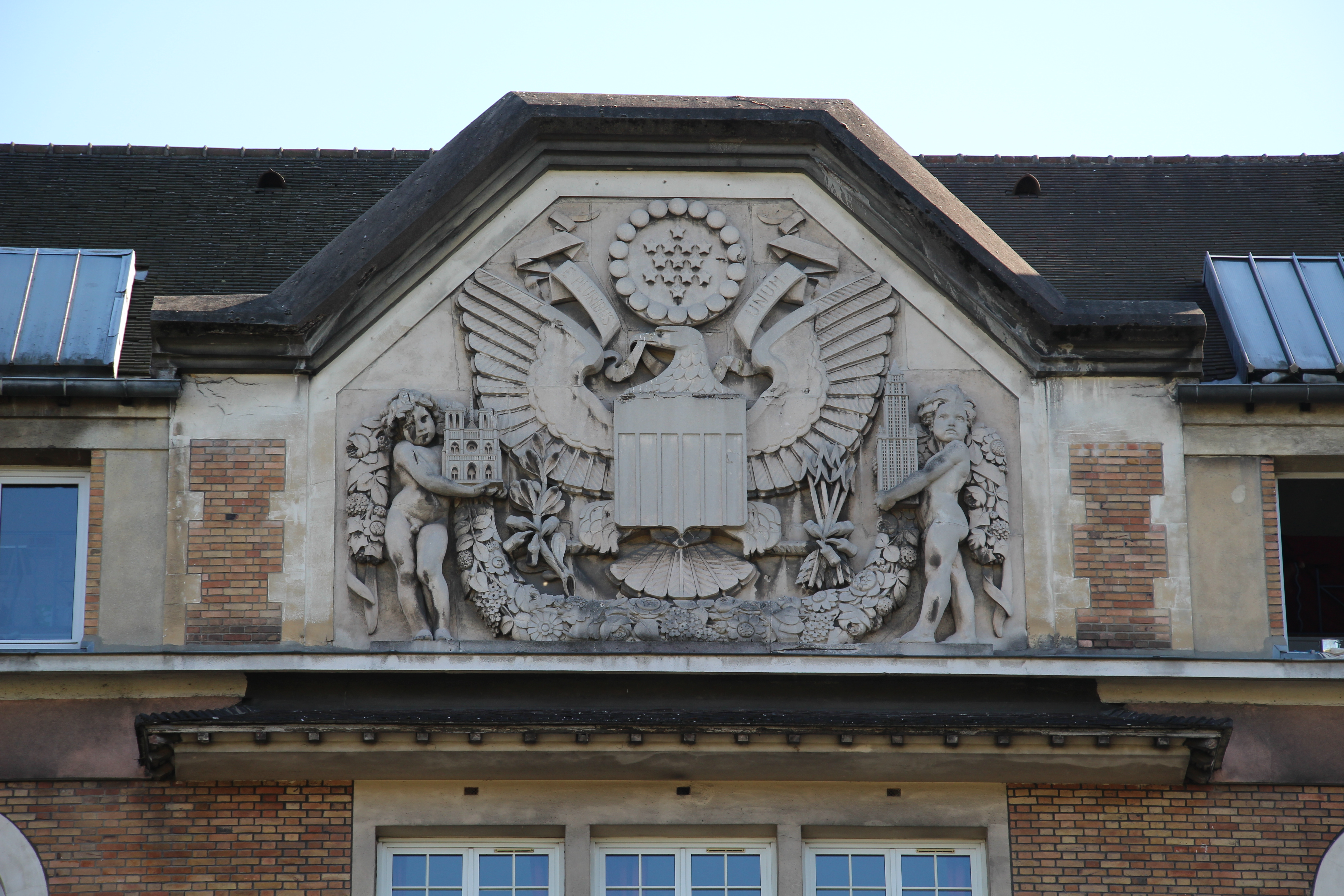

## Biographie
Pierre Leprince-Ringuet est diplômé de l’École centrale des Arts et Manufactures (promotion 1898) et de l’École nationale supérieure des beaux-arts entre 1899 et 1902, où il est élève de Victor Laloux. Il remporte le Second grand Prix de Rome en 1904 et est diplômé architecte en 1905. Il épouse Marie-Louise Vatry le 28 janvier 1908. Il poursuit ensuite sa carrière d'architecte et de professeur à l'école centrale et meurt à Paris le 4 avril 1954.

## Liens entre les membres de la famille
- Paul François Martin Pierre Leprince (10 novembre 1761 à Laval - 10 juin 1820) x le 26 mai 1788 à Laval Jeanne Jarry (1771-1840)
  - Auguste Émile Leprince-Ringuet (25 mai 1801 à Laval - 4 mars 1886 à Paris 8e) x le 19 septembre 1835 à Valognes Marie Félicité Marcotte (1819-1892)
    - Paul Émile Leprince-Ringuet (3 août 1841 à Paris 8e - 11 août 1900 à Pougues-les-Eaux) x le 9 décembre 1873 à Paris 8e Gabrielle Beauvalet (1856-1909)
      - Pierre Émile Leprince-Ringuet (1874-1954) x Marie-Louise Vatry (1880-1952)
      - Germaine Leprince-Ringuet (1882-1951). Elle épouse en 1908 Laurence Jerrold (1873-1918), dont postérité.

    - Edmond Adrien Leprince-Ringuet (1845-1929 x 1872 Marie Anne Michèle Paillard (1851-1938)
      - Félix Adrien Louis Leprince-Ringuet (1873-1958) x 1900 Renée Marie Berthe Stourm (1876-1956), tertiaire de Saint-François, fille de René Stourm
        - Louis Leprince-Ringuet (1901-2000) x le 13 avril 1926 Denise Paul-Dubois-Taine (1902-1926) puis xx le 6 mai 1929 Jeanne Motte (1905-1990)
        - Jean Marie Gabriel Leprince-Ringuet (5 avril 1904 à Arras - 26 février 1992 à Boulogne-Billancourt), polytechnique 1923, officier de l'ordre de la Légion d'honneur, x le 3 janvier 1929 à Meudon Suzanne Loiret (1905-1978)
          - René Leprince-Ringuet x Thérèse Deldique
            - Antoine Leprince-Ringuet x Anne Le Coutour
              - Grégoire Leprince-Ringuet (1987)

## Principales contributions
- Hôtel particulier 5, avenue Sully-Prudhomme à Paris (1913), propriété de M. Jacques Durand[2].
- Reconstruction de Cambrai (1919-1930) : À Cambrai, après les incendies allumés par les Allemands en septembre 1918, le centre-ville est complètement détruit. La loi du 14 mars 1919 dite "Cornudet" (du nom du rapporteur de la loi) impose aux villes sinistrées de plus de 10 000 habitants d'adopter dans les 3 ans un "projet d'aménagement ; d'embellissement et d'extension" pour la reconstruction. En mars 1919, une équipe d'architectes qui comprend Pierre Leprince-Ringuet, Germain Marc Debré et Jacques Debat-Ponsan, gagne le concours. Elle impose son cahier des charges et retrace l'organisation de la ville, mais c'est Leprince-Ringuet qui semble diriger seul les travaux. Il construira entre autres la Chambre de commerce de 1927 à 1930 en collaboration avec Ernest Herscher [3]
- Monument aux morts des élèves et anciens élèves de l'École centrale de Paris.
- Maisons des élèves de l'Ecole centrale de Paris[4]
- Ateliers Michelin (Londres)
- Monument aux morts de Le Blanc (1922) place André Gasnier[5] ;
- Château de Flesquières (1921-1930). Propriété de la famille de Bouteville.
- Château de Sorval : à Walincourt-Selvigny. Propriété de la famille Bouchelet de Vendegies.
- Château de la Folie :  à Fontaine-Notre-Dame. Propriété de la famille de Francqueville.
- Église de Abancourt[6] (1923), Masnières (1924), Flesquières, Villers-Plouich (1930)[7] et du hameau de La Vacquerie
- Fondation des États-Unis (1929) dans le parc de la Cité internationale universitaire de Paris[8].
- Maison des élèves de l'Ecole des mines de Paris et des Ponts-et-Chaussées[4] (1929-1933)
- Musée national de Beyrouth (1930-1937), Liban[9]
- Immeuble 47, quai d'Orsay à paris (1935)[10].